# Kandestøber
En kandestøber  fremstiller ved støbning brugsgenstande, navnlig husgeråd, af de letsmeltelige hvide metallegeringer, fortrinsvis tinlegeringer.
Kandestøberiet spillede tidligere en meget stor rolle; den almindelige indførelse af den billige fajance, som senere blev trængt tilbage af emaljeret presset jern, har dog sat kandestøberiet meget tilbage.
Ludvig Holberg skrev komedien Den politiske kandestøber, det første danske skuespil på teatret i Lille Grønnegade, den 22. september 1722.